# 拉罗什叙格拉讷
拉罗什叙格拉讷（法語：La Roche-sur-Grane，法語發音：[la ʁɔʃ syʁ ɡʁan]，意为“格拉讷上方的拉罗什”）是法国德龙省的一个市镇，属于迪镇区。

## 地名
与通常在法语地名中表示“在……河畔”之意的“sur”不同，该地名La Roche-sur-Grane中的“sur”意为“在……上方”，表示名为拉罗什（La Roche）的该地与格拉讷（Grane）的位置关系，并以“格拉讷上方的拉罗什”之名区分其他的“拉罗什”，且事实上在该地附近也并无“格拉讷河”存在。

## 地理
拉罗什叙格拉讷（44°40'57"N, 4°56'26"E）面积12.23 平方千米，位于法国奥弗涅-罗讷-阿尔卑斯大区德龙省，该省份为法国东南部内陆省份，北起顺时针与伊泽尔省、上阿尔卑斯省、上普罗旺斯阿尔卑斯省、沃克吕兹省和阿尔代什省接壤。
与拉罗什叙格拉讷接壤的市镇（或旧市镇、城区）包括：拉雷帕拉-欧里普勒、欧蒂尚、沙布里扬、格拉讷、鲁瓦纳克。

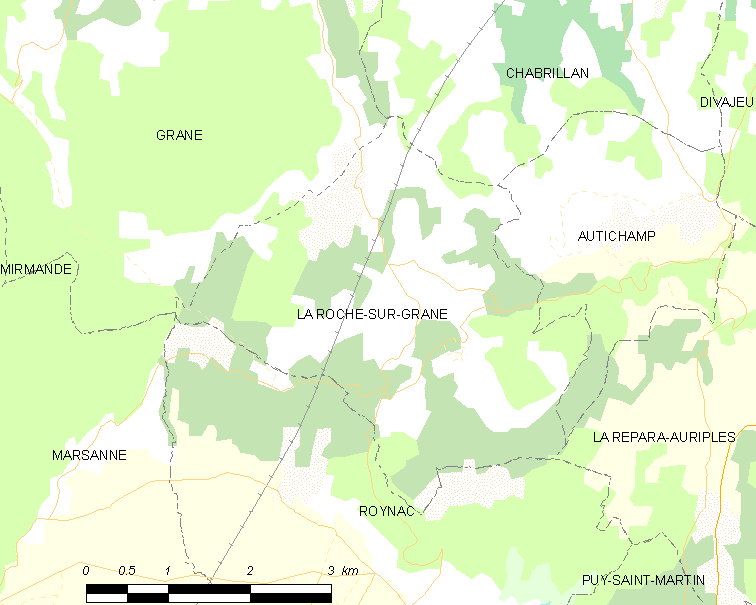
拉罗什叙格拉讷的OSM定位图

拉罗什叙格拉讷的时区为UTC+01:00、UTC+02:00（夏令时）。

## 行政
拉罗什叙格拉讷的邮政编码为26400，INSEE市镇编码为26277。

## 政治
拉罗什叙格拉讷所属的省级选区为克雷县。

## 人口

1962-2008年间拉罗什叙格拉讷人口变化图示

拉罗什叙格拉讷于2022年1月1日时的人口数量为190人。